# 装备尖腹蛛
装备尖腹蛛（学名：Aculepeira armida）为园蛛科尖蛛属的动物。分布于古北区以及中国大陆的河北、西藏等地。